# Орасіо Калібанг або автомати
Горацій Калібанг або автомати — аргентинська науково-фантастична новела, написана Едуардо Ладіслао Голмбергом і опублікована в 1879 році . Оповідання має присвяту Хосе Марії Рамосу Мехіа, який незадовго до цього опублікував дисертацію про травму мозку. Голмберг називає це «насолодою матеріалістів». У цій історії Голмберг торкається питання протистояння між матеріалістами та спіритуалістами, дебатам, що були модними в Буенос-Айресі того часу, після наукових досягнень того часу.

## Сюжет
Історію, яка розгортається на околиці Берліна, частково розповідає Фріц. Вона починається з дискусії між бургомістром Гіпноком (двоюрідним братом оповідача) та його племінником, лейтенантом Германом Благердорфом, під час вечері на честь дня народження Луїзи, доньки першого. Гіпнок — матеріаліст, який заперечує можливість дивних явищ, які наука ніколи не може пояснити. Він має ворогів і має тверду думку. У середині цієї дискусії з'являється Гораціо Калібанг, людина зростом «1 метр 443 міліметри», пропорційних форм, безвиразного обличчя та нерухомих очей. Калібанг представляється і перед відвідувачами нахиляє своє тіло так, ніби кидає виклик гравітації. Вразивши гостей таким чином, Калібанг йде, а бургомістр Гіпнок слідує за ним, щоб дізнатися більше.
Гіпнок непомітно слідує вулицею за Калібангом та іншим чоловіком (якого оповідач називає Оскаром Баумом), зрозумівши з їхньої розмови, що Калібанг — автомат, він задоволений повертається додому. Через деякий час він отримує запрошення від Баума відвідати його майстерню, також заявляючи, що він близький до виробництва «мозку зі своїми функціями». Фріц супроводжує бургомістра до будинку Баума, де їх зустрічає низка автоматів, у тому числі копія винахідника. Баум представляє відвідувачам шоу, у якому його винаходи відтворюють музику, фехтування та різноманітні сцени. Наприкінці Баум показує точну копію вечері, на якій з'явився Калібанг, яка закінчується бійкою, коли винахідник розрізає руку автомата та кидає її в копію Гіпнока. Стурбовані відвідувачі збираються піти, коли бургомістр запитує Баума, чи є у нього всі автомати, які він створив. Винахідник відповідає ні, оскільки по світу блукають тисячі, і припускає, що щось станеться, коли у них «закінчиться енергія заведення» і вони не отримають нові сили. Фріц і Гіпнок йдуть, кожен з яких гадає, чи раптом не автомат їх супутник.
Через деякий час Луїза Гіпнок і Герман Благердорф одружуються, і на вечірці бургомістр запитує всіх гостей, чи є серед них автомат, але не отримує відповіді. Ведучі дивуються, чому Фріц не прийшов на вечірку, коли входить Гораціо Калібанг, щоб передати бургомістру лист від свого двоюрідного брата. У ньому він шкодує, що Благердорф завоював серце Луїзи раніше за нього, але стверджує, що це не важливо, оскільки він має її копію, яка любитиме його вічно. Фріц також зізнається в листі, що він Оскар Баум, і що автомат зіграв його роль під час візиту до будинку винахідника. Гораціо Калібанг — весільний подарунок, оскільки він зможе навчити дітей Луїзи за допомогою спеціальних методів «усьому, що їм потрібно знати». Лист закінчується попередженням для бургомістра: коли ви серед людей, які поводяться нерозумно, вони, ймовірно, будуть автоматами.

## Рецензії
Публікацію Гораціо Калібанга було оголошено в El Álbum del Hogar, де співпрацював Голмберг. Вона мала великий успіх і її наклад швидко розійшовся. Він отримав похвалу від La Tribuna та від коментатора El Álbum del Hogar . Коментатор, який підписався як Anastasio, також розкритикував рішення автора не розгортати сюжет в Аргентині.

## Аналіз
Сандра Ґаспаріні у своїй книзі «Привиди науки» вважає, що Гольмберг обрав місцем дії оповідання село неподалік Берліна, яке вважалося «столицею науки» того моменту, щоб викликати яскраве дистанціювання в читача Буенос-Айреса. Ґаспаріні приписує цій історії розгляд можливості «боротьби за життя» з андроїдами (можливо, натхненної Е. Т. А. Гофманом), пов'язуючи її з соціальним дарвінізмом і міметичними стратегіями її проведення. Армія автоматів у цій історії була б впевнена в перемозі завдяки своїй здатності симулювати та адаптуватися. Автор також бачить актуальну проблему освіти, яка була ключовою в Аргентині того часу, враховуючи природу Калібангу як освітньої машини. Також був би жах, пов'язаний із здатністю до повторення, яку машини набувають у процесі модернізації. Гаспаріні також відзначає певний зв'язок між безліччю автоматів, розкиданих по всьому світу, і занепокоєнням хвилями імміграції до Аргентини того часу, а також знаходить коментар до менталітету мас.